# Morlesau

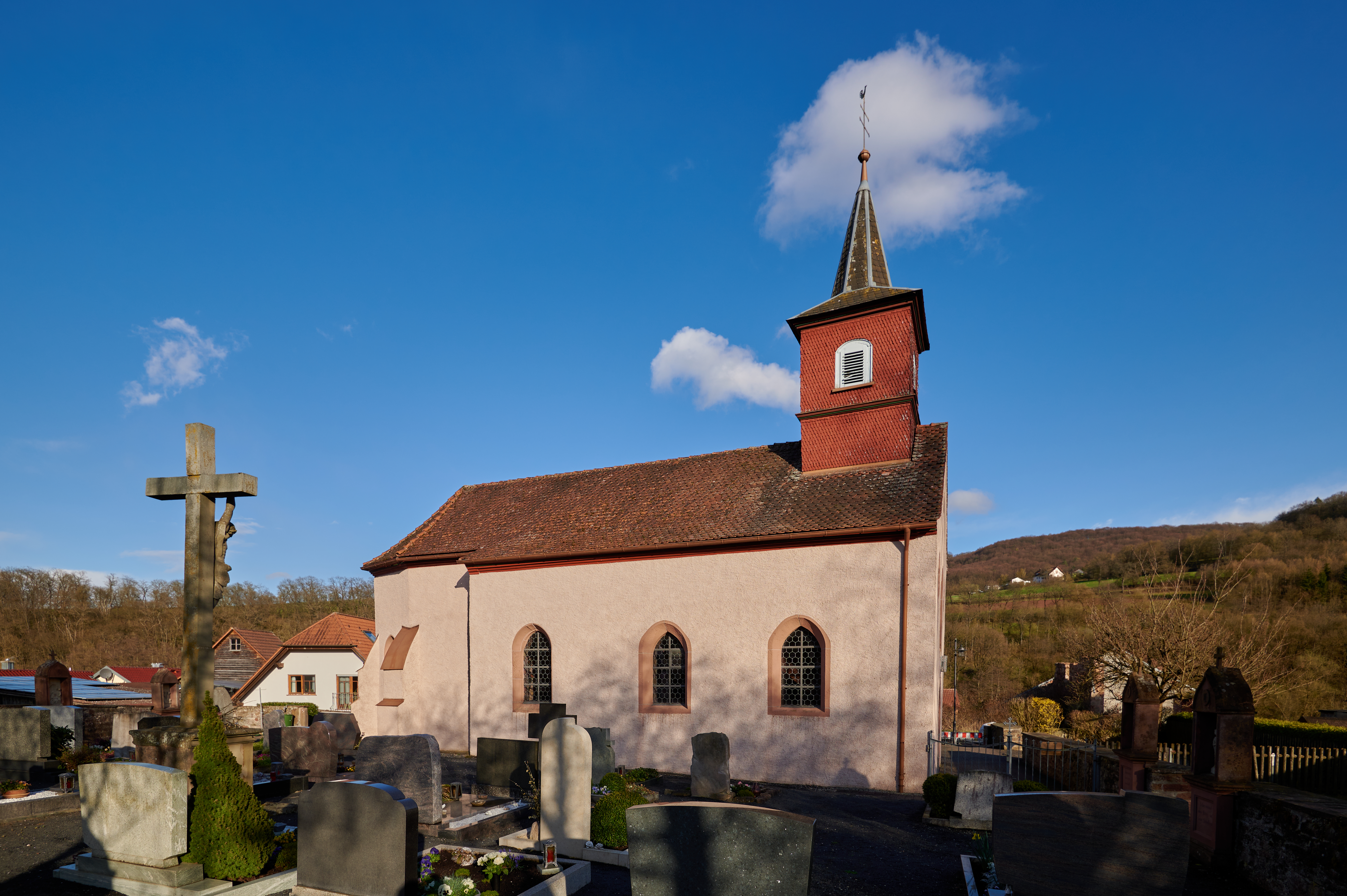
St. Cyriakus

Morlesau ist ein Gemeindeteil der Stadt Hammelburg im unterfränkischen Landkreis Bad Kissingen in Bayern. Morlesau hat zusammen mit dem Weiler Ochsenthal 224 Einwohner (Stand 31. Dezember 2023).

## Geographische Lage und Verkehr
Das Kirchdorf Morlesau liegt westlich von Hammelburg an der Fränkischen Saale. Südlich von Morlesau befindet sich der Sodenberg. Vom Norden führt die Kreisstraße KG 36 vom Hammelburger Gemeindeteil Diebach nach Morlesau. Nach Osten führt eine Verbindungsstraße nach Ochsenthal. An der Bahnstrecke Gemünden–Bad Kissingen existiert ein Haltepunkt.

## Geschichte
Die erste bekannte urkundliche Erwähnung des Ortes stammt aus dem Jahr 1311.
In seelsorgerischer Hinsicht gehörte Morlesau zunächst zur fuldischen Pfarrei Diebach, ab 1722 zu Wolfsmünster und ab 1811 zu Windheim. Faktisch war jedoch auf Grund des Karlstadter Vertrages ab 1722 das Kloster Altstadt für die Seelsorge zuständig. Nach 1500, wahrscheinlich im Jahr 1520, entstand in Morlesau die St.-Cyriakus-Kirche.
Im Jahr 1904 wurde auf einem den Grafen von Thüngen gehörenden Gelände auf dem Sodenberg unterhalb der ehemaligen Burg Kilianstein ein Basaltwerk in Betrieb genommen. Der Betrieb musste im Jahr 1958 wegen Steinschlaggefahr eingestellt werden. Der Plan der Überlandwerk Unterfranken, in den 1960er Jahren ein Pumpspeicherkraftwerk mit Wasser aus der Saale in der Grube einzurichten, scheiterte, da die Grube aus wasserdurchlässigem Tuffstein besteht.
Im Rahmen der Gebietsreform in Bayern wurde Morlesau mit seinen Gemeindeteilen Ochsenthal und Sodenberg am 1. Januar 1972 nach Hammelburg eingemeindet.

## Söhne und Töchter (Auswahl)
- Josef Dittmeier (1919–1990), Politiker (SPD)